# 陈尚胜
陈尚胜（1958年7月—），安徽潜山人，中国农工民主党党员，山东大学教授。

## 生平
陈尚胜出生于安徽潜山，高中毕业后于家乡中学任教。1977年恢复高考进入安徽师范大学历史系学习，1981年本科毕业考取山东大学研究生，1984年研究生毕业留校任教。2001年获山东大学历史学博士学位。曾任山东大学历史文化学院学术委员会主任，现任山东大学历史文化学院教授、博士生导师。
主要从事中外关系史、中国海洋史研究工作。主持国家社科基金重大项目、国家重大文化工程项目等项目多个，发表学术论文60余篇。

## 社会兼职
中国史学会理事，中国海外交通史研究会会长，中国朝鲜史研究会副会长；山东省政协常委，山东省人民政府参事。

## 著作
- 《闭关与开放：中国封建晚期对外关系研究》（1993年，山东人民出版社）
- 《中韩交流三千年》（1997年，中华书局）
- 《中韩关系史论》（1997年，齐鲁书社）
- 《“怀夷”与“抑商”：明代海洋力量兴衰研究》（1997年，山东人民出版社）
- 《朝鲜王朝（1392—1910）对华观的演变》（1999年，山东大学出版社）
- 《五千年中外文化交流史（第一卷）》（2002年，世界知识出版社）
- 《中国传统对外关系的思想、制度与政策》（2007年，山东大学出版社）
- 《山东半岛与中韩交流》（2007年，香港出版社）
- 《儒家文明与中韩传统关系》（2008年，山东大学出版社）
- 《儒家文明与中国传统对外关系》（2008年，山东大学出版社）
- 《中国传统对外关系研究》（2015年，中华书局）